# Яньцзі
Яньцзі (кит. спр. 延吉市, піньїнь: Yánjí Shì) — місто-повіт у східнокитайській провінції Цзілінь, адміністративний центр Яньбянь-Корейської автономної префектури.

## Географія
Яньцзі розташовується у центрі префектури у передгір'ї пасма Хамгьон.

### Клімат
Місто знаходиться у зоні, котра характеризується вологим континентальним кліматом з теплим літом. Найтепліший місяць — липень із середньою температурою 22.2 °C (72 °F). Найхолодніший місяць — січень, із середньою температурою -14.4 °С (6 °F).
| Клімат Яньцзі           | Клімат Яньцзі | Клімат Яньцзі | Клімат Яньцзі | Клімат Яньцзі | Клімат Яньцзі | Клімат Яньцзі | Клімат Яньцзі | Клімат Яньцзі | Клімат Яньцзі | Клімат Яньцзі | Клімат Яньцзі | Клімат Яньцзі | Клімат Яньцзі |
| Показник                | Січ.          | Лют.          | Бер.          | Квіт.         | Трав.         | Черв.         | Лип.          | Серп.         | Вер.          | Жовт.         | Лист.         | Груд.         | Рік           |
| Абсолютний максимум, °C | 2             | 15            | 20            | 31            | 36            | 36            | 37            | 35            | 32            | 27            | 17            | 7             | 37            |
| Середній максимум, °C   | −7            | −1            | 5             | 16            | 22            | 25            | 27            | 26            | 22            | 15            | 3             | −4            | 12            |
| Середня температура, °C | −13           | −8            | −1            | 8             | 14            | 18            | 22            | 21            | 16            | 7             | −2            | −10           | 6             |
| Середній мінімум, °C    | −20           | −16           | −8            | 0             | 6             | 12            | 17            | 17            | 10            | 0             | −8            | −16           | 0             |
| Абсолютний мінімум, °C  | −32           | −25           | −18           | −10           | −5            | 5             | 11            | 8             | −2            | −11           | −27           | −30           | −32           |
| Норма опадів, мм        | 0             | 0             | 10            | 10            | 40            | 80            | 80            | 100           | 80            | 30            | 10            | 0             | 500           |
| Днів з дощем            | 3             | 2             | 5             | 5             | 11            | 12            | 13            | 12            | 11            | 6             | 4             | 3             | 93            |
| Вологість повітря, %    | 60            | 55            | 50            | 52            | 56            | 72            | 80            | 81            | 77            | 68            | 63            | 63            | 65            |
| ----------------------- | ------------- | ------------- | ------------- | ------------- | ------------- | ------------- | ------------- | ------------- | ------------- | ------------- | ------------- | ------------- | ------------- |
| Джерело: Weatherbase    |               |               |               |               |               |               |               |               |               |               |               |               |               |